# Abteilung (Forstwirtschaft)

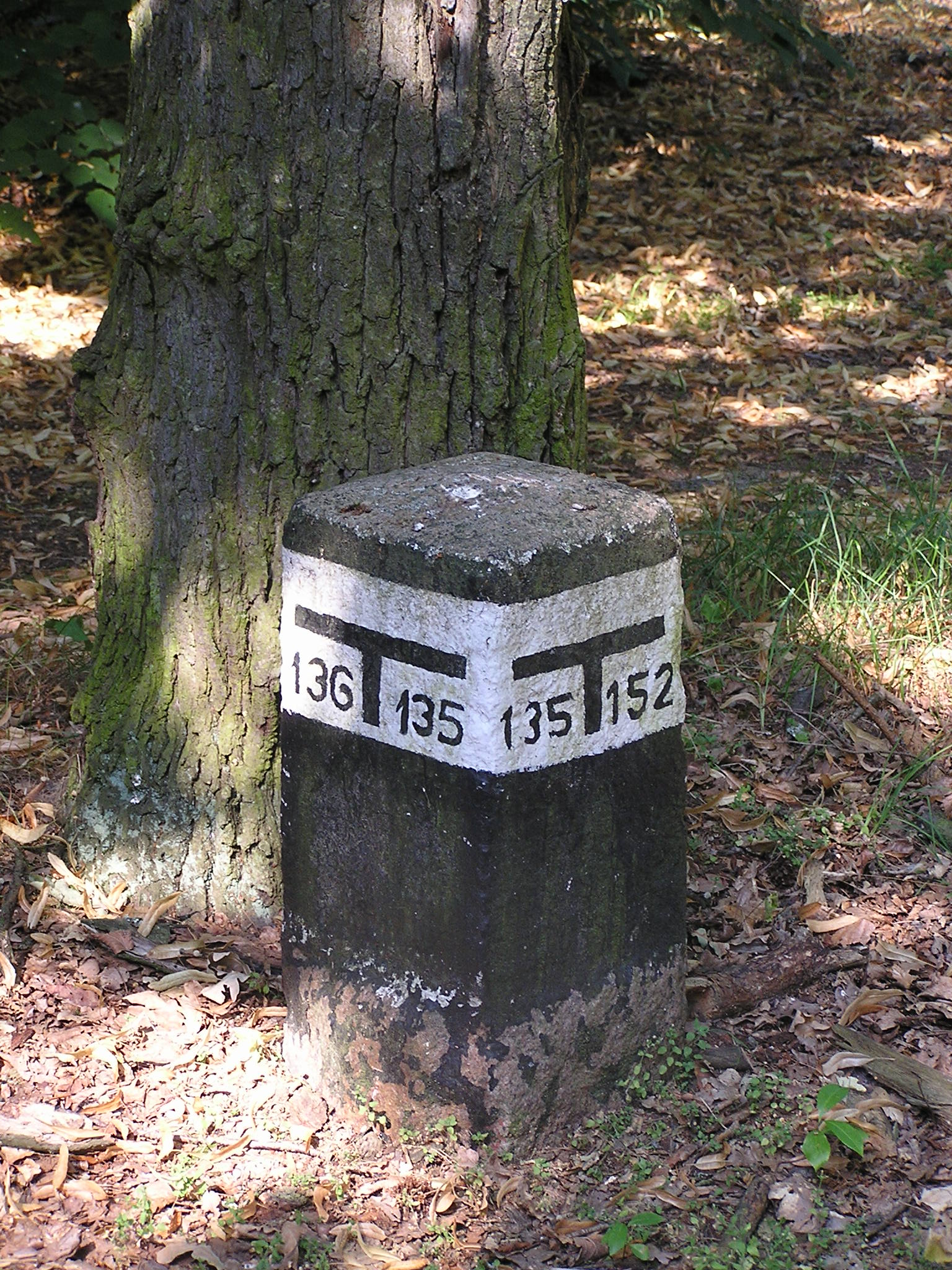
Markierungsstein am Eckpunkt mehrerer Jagen im Grunewald, Berlin

Eine Abteilung in der Forstwirtschaft bezeichnet eine forstliche Flächeneinheit, die zur Planung und Kontrolle der waldbaulichen Tätigkeiten sowie zur Orientierung dient. Die Größe beträgt in der Regel 10 bis 30 Hektar. Üblicherweise dienen als Begrenzung der Abteilungen Wege, Schneisen, Gräben oder Höhenrücken. Die Eckpunkte der Abteilungen werden in größeren Forstbetrieben häufig durch Abteilungssteine markiert.
Je nach Region werden Abteilungen auch als Distrikt, Schlag oder Jagen bezeichnet. Distrikte werden in der Regel mit römischen Zahlen, Abteilungen oder Jagen mit arabischen Zahlen durchnummeriert.
Abteilungen können in Unterabteilungen von etwa 3 bis 20 Hektar Größe aufgeteilt werden und diese wiederum in Unterflächen, falls der Bestand kleinflächig große Unterschiede aufweist.
Die Markierungssteine stehen in den Ecken der einzelnen Areale, also dort, wo üblicherweise vier Jagen zusammenstoßen. So ist der Jagenstein auf dem Beispielbild in einer Ansicht aus Jagen 135 heraus fotografiert, Jagen 136 und Jagen 152 schließen sich unmittelbar an.